# Trifolium repens var. giganteum
Trifolium repens subsp. giganteum é uma variedade de planta com flor pertencente à família Fabaceae. 
A autoridade científica da variedade é Lagr.-Foss., tendo sido publicada em Fl. Tarn. Garonne 95. 1847.

## Portugal
Trata-se de uma variedade presente no território português, nomeadamente em Portugal Continental.
Em termos de naturalidade é nativa da região atrás indicada.

## Protecção
Não se encontra protegida por legislação portuguesa ou da Comunidade Europeia.